# Зайцев Станіслав Миколайович
Станісла́в Микола́йович За́йцев (нар. 30 травня 1946, Одеса) — український художник театру. Заслужений художник України (2006). Член Національної спілки художників України (1977). Лауреат Премії імені Федора Нірода в галузі сценографічного мистецтва НСТДУ (2019).

## Загальні відомості
1972 — закінчив Ленінградський інститут театру, музики і кінематографії (викладач М. Азізян).
1972—1975 — художник-постановник у Ленконцерті.
1984—1991 — головний художник Одеського театру юного глядача.
1991—1998 — головний художник Одеського українського музично-драматичного театру ім. В. Василька.
З 1998 — головний художник Одеського театру музичної комедії ім. М. Водяного.
Запрошувався як художник-постановник вистав у театри Хабаровська, Пензи, Оренбурга, Алмати, Сімферополя, Миколаєва та ін.

## Оформлення вистав
Одеський український музично-драматичний театр ім. В. Василька
- 1979 — «Жорстокі ігри» О. Арбузова
- 1988 — «За двома зайцями» М. Старицького
- 1993 — «Сини Адама» В. Василька за О. Кобилянською
- 2000 — «Сон літньої ночі» В. Шекспіра
- 2008 — «Кар'єра» за Б. Брехтом

Одеський театр музичної комедії ім. М. Водяного
- 2002 — «Дон Сезар де Базан» Є. Ульяновського
- 2003 — «Мишоловка» О. Журбіна
- 2005 — «Одеса-мама» С. Колмановського
- 2007 — «Жирофле-Жирофля» Ш. Лекока
- 2008 — «Кажан» Йоганна Штрауса

Одеський театр юного глядача
- 1985 «Кицьчин дім» С. Маршака

## Родина
Батько — Зайцев Микола Васильович, театральний діяч, режисер, педагог.
Мати — Пенчковська Антоніна Миколаївна, актриса Одеського російського драматичного театру.
Дружина — Федорова Ніна Володимирівна, керамістка, член спілки художників СРСР.